# レオン・ダヤク
- レオン・ダジャク
- レオン・デヤク

レオン・ダヤク（Leon Dajaku, 2001年4月12日 - ）は、ドイツ・バーデン＝ヴュルテンベルク州ヴァイブリンゲン出身のサッカー選手。プルヴァHNL・HNKハイドゥク・スプリト所属。ポジションはFW。

## クラブ経歴
2014年にVfBシュトゥットガルトのユースアカデミーに入所。2018年にトップチームに昇格。12月9日のボルシア・メンヒェングラートバッハ戦で、17歳でプロデビュー。
2019年7月16日、FCバイエルン・ミュンヘンと4年契約を締結。傘下のFCバイエルン・ミュンヘンIIに送られた。11月にはトップチームに昇格。12月21日のVfLヴォルフスブルク戦でトップチームデビュー。チームIIでは29試合4ゴールを記録し、有望株として注目された。
2021年1月16日、1.FCウニオン・ベルリンへのローン移籍が発表。9月にはウニオン・ベルリンへの完全移籍が決定し、同時にサンダーランドAFCへのローン移籍も発表された。2022年6月に完全移籍となり、2年契約を結んだ。
2023年1月26日、FCザンクト・ガレンへローン移籍。
2023年6月26日、HNKハイドゥク・スプリトに4年契約で移籍した。

## 代表歴
2017年よりユース世代のドイツ代表でプレーし、2018年にはイングランドで開催されたUEFA U-17欧州選手権に出場した。

## 人物
- 両親はコソボ・スケンデライ出身のアルバニア人。
- 代表はドイツ代表以外にコソボ代表あるいはアルバニア代表でプレーすることも可能となっている。